# Сесто (Лоди)
Сесто је насеље у Италији у округу Лоди, региону Ломбардија.
Према процени из 2011. у насељу је живело 47 становника. Насеље се налази на надморској висини од 75 м.